# Club de Futbol SPA Alacant
Club de Futbol SPA Alacant és un club femení de futbol de la ciutat d'Alacant. Fou fundat l'any 1979, posseeix una estructura de fútbol femení. El seu principal equip juga a Primera Nacional Femenina d'Espanya.

## Símbols

### Uniforme
- Uniforme titular: Samarreta groga, pantaló blau, calces blaves.
- Uniforme alternatiu: -

## Estadi
Juguen els seus partits com a local a l'estadi Camp de futbol Divina Pastora "Sandra Paños" que té una capacitat per a 300 espectadors. L'estadi fou batejat amb aquest nom en honor a la portera Sandra Paños.

## Jugadores destacades
- Simona Vintilă
- Sandra Paños[4]

## Premis, reconeixements i distincions
- Finalista a Millor Club Esportiu de la Provincia de 2015 als Premis Esportius Provincials de la Diputació d'Alacant (2016).[5]